# 제번
제번(일본어: 諸蕃 쇼반[*])은 고대 일본에서 삼한이라 불린 한반도 국가들을 통칭한 것이다. 훈독하면 "이웃나라"라는 뜻의 토나리노구니(となりのくに)가 된다. 또한 삼한에서 건너온 도래인 씨족을 가리키는 말로도 사용되었다. 하타씨, 야마토노아야씨, 구다라노코니키시씨 등이 이러한 제번 씨족이다.
일본에서는 이웃나라인 한반도의 국가들을 "여러 번", 즉 "제번"이라고 부른 것으로 추측된다.